# 四社聖和廟

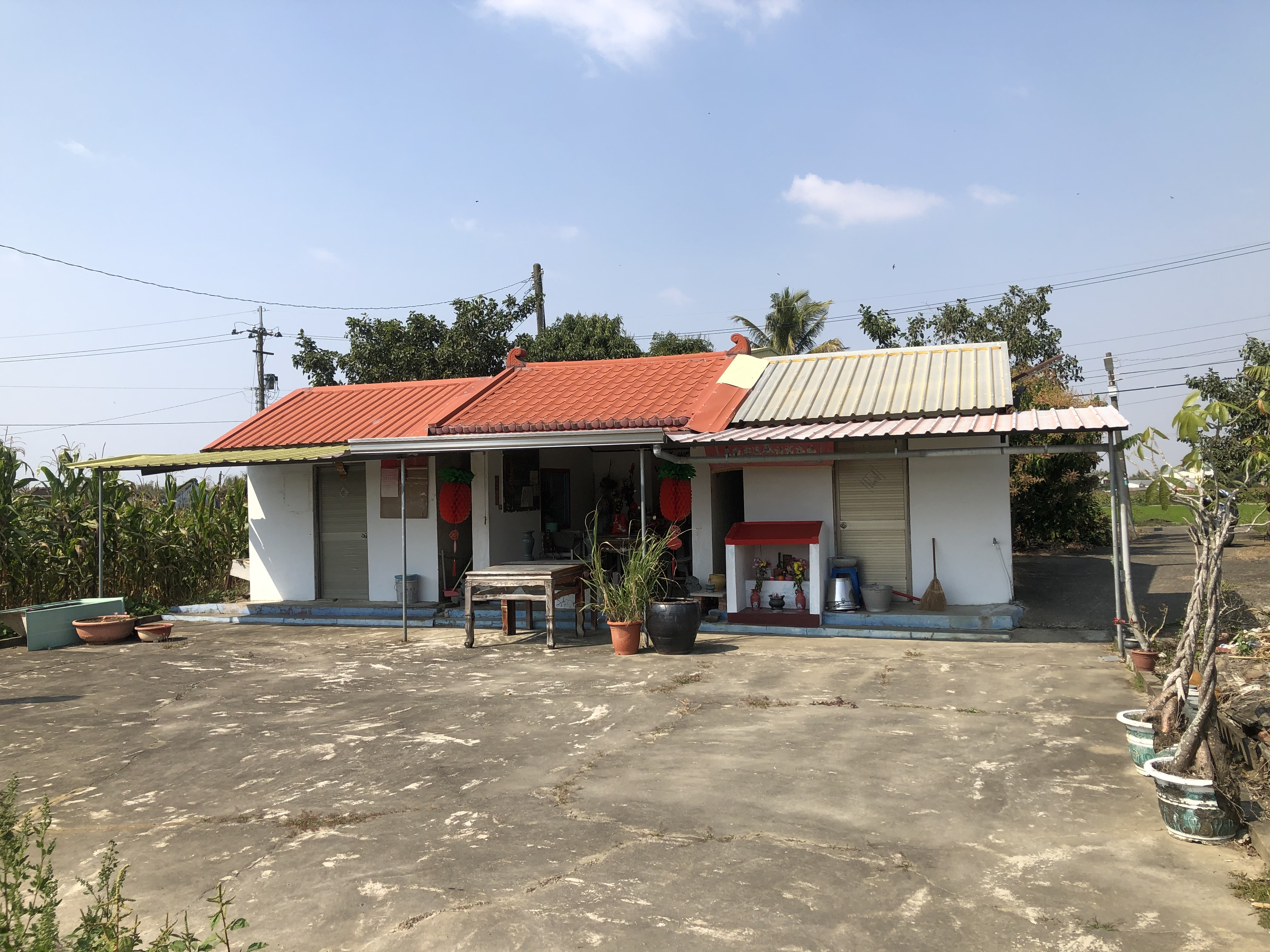
四社聖和廟

四社聖和廟，即埔仔四社公廨。是位於臺南市官田區社子里公館的平埔族與漢族風格融合的公廨，祀奉社子太祖。其歸屬族群依祭拜日期推測屬西拉雅族蕭壠社。廟體完工於民國七十四年（1985年）11月，民國八十三年（1994年）另建廂房。

## 歷史與建築
在四社聖和廟正式建廟前，當地已有屈居「雞籠厝」的阿立祖，此「雞籠厝」據傳是由居住官田牛稠子的「杉仔」所建，然而建廟年代已不可考，當時祭拜日期為農曆三月二十九日。:116-117據2002年出版的《南瀛公廨誌》採訪發起建廟者林永昌指出，民國七十三年（1984年），當地居民林永昌罹患腿疾，左腳腫痛如牛腿，遍訪名醫無效。在求助宗教下，據庄頭媽祖婆指點，前往大內鄉（今大內區）頭社，懇請太祖相助。經太祖指示，公館某處太祖希望弟子能大力建廟，廟成腿疾自然不藥而癒。並稱公館太祖目前所居之處，埋有許多陶甕。林永昌在半信半疑下雇工挖掘，竟挖出完整與破損陶甕數量吻合。民國七十三年，林永昌募資興建公廨。最終在社子村信眾捐助下，於民國七十四年（1985年）11月完工「四社聖和廟」。並敦請頭社太祖移駕，於農曆十一月二十八日為「聖和廟太祖」安火入座。建廟後，林永昌腿疾竟不藥而癒。:115-116
完工後，由林朝順出任頭乩。民國九十四年（2005年）農曆十月十四日林朝順逝世後，由尤威仁出任新乩主。尤威仁出任乩主後，習得頭社夜祭整套儀式，農曆三月二十九日白天會依照頭社夜祭模式舉行射仔社太祖、老君祭典，信徒增多。:133

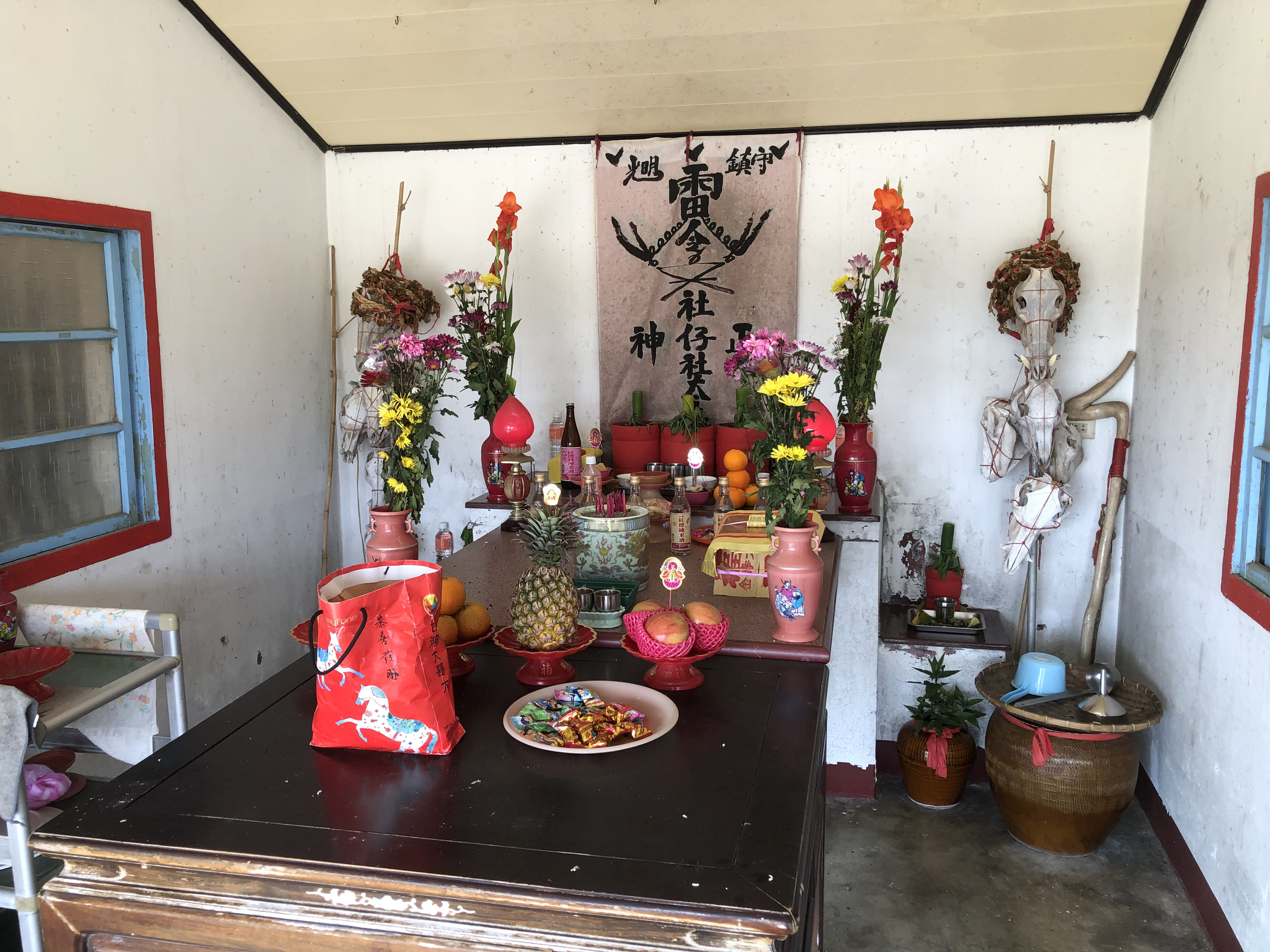
四社聖和廟內部，祀奉社子太祖令旗。內部可見一般公廨常見的豬頭殼，以及漢族祭祀使用的香跟冥紙。

聖和廟本體結構長約五步，寬五步。坐北朝南。另增建二間寬約四步、長約五步的廂房，於民國八十三年（1994年）增建。內部有公廨單室、水泥建築，並有豬頭殼、向缸及太祖令旗。與傳統平埔族公廨不同的是，阿立祖據傳忌火。在2002年《南瀛公廨誌》所採訪，四社聖和廟入口前卻有一座大型天公爐，左側則有金爐。:112-113惟2020年時已不見天公爐，僅左側有金爐。

## 宗教活動
在民國七十四年完工後，四社聖和廟聘請頭社公廨的乩童為太祖安座。擺設依照目加溜灣社的方式，據乩童所言四社聖和廟的太祖與頭社公廨的太祖為姊妹。《南瀛公廨誌》推測此廟應屬目加溜灣社系統，:117然而祭拜日期仍依照蕭壟社的農曆三月二十九日。
在大內頭社公廨夜祭時，四社聖和廟仍會攜帶檳榔、米酒等祭品前往「會親」。

## 外部連結
- 官田四社聖和廟介紹
- 2012台南官田社子-西拉雅族祭典 （页面存档备份，存于），youtube。
- 埔仔 四社公廨 聖和廟 太上老祖聖誕 （页面存档备份，存于），youtube。